# Миллер, Рамон
Рамон Миллер (англ. Ramon Miller; род. 17 февраля 1987) — багамский легкоатлет, олимпийский медалист.

## Биография
Был частью сборной Багамских островов, завоевавшей серебряную медаль в мужской эстафете 4×400 м на Олимпийских играх 2008 года в Пекине, после пробежки на заплывах.
Миллер — бывший спортсмен Государственного университета Дикинсона, где за свою четырехлетнюю карьеру выиграл девять национальных чемпионатов NAIA по легкой атлетике. Миллер был назван самым выдающимся исполнителем своей финальной национальной встречи NAIA после победы в открытом беге на 400 метров и помощи командам эстафет 4х200 и 4х400 в завоевании титулов.
Миллер завоевал бронзовую медаль на XIX Играх Содружества в Дели, Индия. Год спустя он завоевал бронзовую медаль на Панамериканских играх 2011 года в Гвадалахаре, Мексика. Он также выиграл золото на Олимпийских играх 2012 года в Лондоне с командой Багамских островов 4×400 м, победив фаворитов медалей США с национальным рекордом. Миллер пробежал якорный этап в финале, чтобы привезти золотую медаль на Багамы.